# Argyria divisella
Argyria divisella là một loài bướm đêm trong họ Crambidae.